# شعب ولايتا
شعب ولايتا (بالإنجليزية: Welayta people)‏ هو اسم مجموعة عرقية إثيوبية قدر عددهم باخر إحصاء عام 2007 ب 1.70 مليون شخص أي انهم يشكلون 2.31 في المائة من سكان إثيوبيا .لغة شعب ولايتا هي الوولايتا هي لغة تنتمي إلى أسرة لغات أفروآسيوية.